# Hoiberg
Hoiberg [hójberg] je priimek več osebnosti. Nemška oblika je Høiberg (rusko Хёйберг, ukrajinsko Гейберг). Ruska oblika je Hojberg (Хойберг), ukrajinska pa Gojberg (Гойберг). Latinični zapis je tudi Hoeiberg.

## Znani nosilci priimka
- Dale Hollis Hoiberg (rojen 1927), ameriški sinolog, urednik (Wikipodatki)
- Fredrick »Fred« Kristian Hoiberg (rojen 1972), ameriški košarkar, trener (Wikipodatki)
- Markus Snøve Høiberg (rojen 1991), norveški igralec kerlinga (Wikipodatki)
- Nina Høiberg (rojena 1956), danska šahistka, mednarodna mojstrica (1985) (Wikipodatki)